# Bahnhof Hoorn
Der Bahnhof Hoorn ist der größte Bahnhof der niederländischen Stadt Hoorn. Der Bahnhof wird täglich von 12.896 Personen (2024) genutzt. Er ist zentraler Knotenpunkt im städtischen ÖPNV. Am Bahnhof verkehren nationale Regional- und Fernverkehrszüge.

## Geschichte
Der 1883 eröffnete Bahnhof liegt an der am 20. Mai 1884 für den Verkehr freigegebenen Bahnstrecke Zaandam–Hoorn. Das Stück bis Enkhuizen wurde am 6. Juni 1885 in Betrieb genommen. Neben dem Bahnhof Hoorn existiert auf dem Stadtgebiet noch der 1985 eröffnete Haltepunkt Hoorn Kersenboogerd. Außerdem verkehrt seit 1968 auf der 20 Kilometer langen Bahnstrecke nach Medemblik eine Museumseisenbahn.

## Streckenverbindungen
Im Jahresfahrplan 2022 bedienen folgende Linien den Bahnhof Hoorn:
| Zugtyp    | Linienverlauf | Frequenz                                                                                           |
| --------- | --- | -------------------------------------------------------------------------------------------------- |
| Intercity | Enkhuizen – Hoorn – Amsterdam Centraal – Utrecht Centraal – ’s-Hertogenbosch – Eindhoven Centraal – Roermond – Maastricht | halbstündlich (fährt nur spätabends und sonntagmorgens)                                            |
| Intercity | Enkhuizen – Hoorn – Amsterdam Centraal – Utrecht Centraal – ’s-Hertogenbosch – Eindhoven Centraal (– Heerlen)             | halbstündlich (fährt frühmorgens und abends stündlich zwischen Sittard und Heerlen)                |
| Intercity | Amsterdam Centraal – Hoorn – Enkhuizen                                                                                    | halbstündlich (fährt nur in der HVZ)                                                               |
| Sprinter  | (Den Haag Centraal – Leiden Centraal –) Hoofddorp – Schiphol Airport – Zaandam – Purmerend – Hoorn – Hoorn Kersenboogerd  | halbstündlich (fährt nach 19 Uhr und am Wochenende nicht zwischen Den Haag Centraal und Hoofddorp) |
| Sprinter  | Amsterdam Centraal – Haarlem – Alkmaar – Hoorn                                                                            | halbstündlich                                                                                      |